# Stole the Show
Stole the Show è un singolo del disc jockey e produttore discografico norvegese Kygo, pubblicato il 23 marzo 2015.

## Descrizione
La canzone è stata composta da Kyle Kelso, Michael Harwood, Marli Harwood, Ashton Parson e Kygo. Il brano, che vede la collaborazione vocale di James Parson, ha riscosso un gran successo di vendite in numerosi paesi del mondo, rendendolo il secondo singolo di Kygo col maggior successo commerciale, dopo Firestone.

## Video musicale
Il video musicale, diretto da Saman Kesh, è stato pubblicato per promuovere l'uscita del singolo lo stesso giorno della sua pubblicazione. Il video inizia con una coppia di astronauti, una donna e un uomo, che si schiantano sulla terra, e trovano rifugio all'interno di una casa, dove si sta tenendo una festa in maschera e alla quale partecipa anche Kygo, che si vede mentre dirige il party suonando la tastiera. I due astronauti partecipano con piacere alla festa, ballando e parlando con gli altri invitati, finché non vengono sollevati in aria, tornando nello spazio con la loro nave spaziale.

## Classifiche
| Classifica (2015) | Posizione massima |
| ----------------- | ----------------- |
| Austria           | 5                 |
| Belgio (Fiandre)  | 7                 |
| Belgio (Vallonia) | 7                 |
| Canada            | 79                |
| Danimarca         | 3                 |
| Finlandia         | 2                 |
| Francia           | 1                 |
| Germania          | 2                 |
| Irlanda           | 13                |
| Italia            | 37                |
| Libano            | 7                 |
| Lussemburgo       | 2                 |
| Norvegia          | 1                 |
| Nuova Zelanda     | 4                 |
| Paesi Bassi       | 1                 |
| Polonia           | 8                 |
| Portogallo        | 33                |
| Regno Unito       | 24                |
| Russia            | 2                 |
| Spagna            | 12                |
| Svezia            | 1                 |
| Svizzera          | 3                 |
| Ucraina           | 2                 |
| Ungheria          | 5                 |